# 铃村兴太郎
铃村兴太郎（日语：／ Suzumura Kōtarō */?，1944年1月7日—2020年1月15日），日本经济学家，一橋大學名誉教授。主要研究社会选择理论、福利经济学和产业组织理论。

## 生平
1944年生于爱知县。1966年毕业于一橋大學经济学部，获学士学位。1968年毕业于一橋大學经济学研究生院，获硕士学位。1971年修完博士课程。1971年至1973年，一桥大学经济系讲师。1973年至1982年，京都大学经济研究所副教授。1980年完成博士论文，获经济学博士学位。1982年至1984年，一桥大学经济研究所副教授。1984年至2007年，一桥大学经济研究所公共经济学教授。2007年退休。2008年开始担任早稻田大学政治经济学院全球政治经济系特任教授。2011年当选日本学士院会员。
2020年1月15日凌晨4时27分因胰臟癌在东京都的一家医院去世。

## 荣誉
- 紫綬褒章（2004年）
- 日本学士院奖（2006年）
- 瑞宝重光章（2017年）[4]
- 文化功勞者（2017年）